# Groupe de NGC 5395
Le groupe de NGC 5395 comprend au moins cinq galaxies situées dans la constellation des Chiens de chasse. La distance moyenne entre ce groupe et la Voie lactée est d'environ 55,0 Mpc (∼179 millions d'al). 

## Membres
Le tableau ci-dessous liste les cinq galaxies du groupe indiquées dans l'article de A.M. Garcia paru en 1993.
D'autre part, Abraham Mahtessian mentionne aussi ce groupe auquel il ajoute la galaxie NGC 5378 et NGC 5380. Ces deux dernières galaxies font partie d'un trio mentionnées par Garcia, le groupe de NGC 5378. Dépendant des critères de regroupement utilisés, ces deux groupes pourraient sans doute être réunis pour former un groupe de huit galaxies.
| Nom      | Class.     | Type           | α (J2000.0)   | δ (J2000.0) | Vitesse radiale (km/s) | m    | Distance (Mpc) | Diamètre (kal) |
| -------- | ---------- | -------------- | ------------- | ----------- | ---------------------- | ---- | -------------- | -------------- |
| NGC 5341 | SBbc? pec  | Spirale barrée | 13h 52m 31.9s | 37° 49′ 03″ | 3649 ± 2               | 13,3 | 56,7 ± 4,0     | 83             |
| NGC 5351 | SA(r)b?    | Spirale        | 13h 53m 27.7s | 37° 54′ 54″ | 3610 ± 1               | 12,1 | 56,1 ± 3,9     | 128            |
| NGC 5394 | SB(s)b pec | Spirale barrée | 13h 58m 37.6s | 37° 27′ 13″ | 3448 ± 2               | 13,0 | 53,7 ± 3,8     | 97             |
| NGC 5395 | SA(s)b pec | Spirale        | 13h 58m 38.0s | 37° 25′ 28″ | 3472 ± 3               | 11,4 | 54,0 ± 3,8     | 150            |
| UGC 8806 | Sb         | Spirale        | 13h 53m 14.2s | 38° 13′ 38″ | 3508 ± 1               | 14,0 | 54,6 ± 3,8     | 121            |

Le site DeepskyLog permet de trouver aisément les constellations des galaxies mentionnées dans ce tableau ou si elles ne s'y trouvent pas, l'outil du site constellation permet de le faire à l'aide des coordonnées de la galaxie. Sauf indication contraire, les données proviennent du site NASA/IPAC.